# Верхня Еконь
Верхня Еко́нь (рос. Верхняя Эконь) — село у складі Комсомольського району Хабаровського краю, Росія. Адміністративний центр та єдиний населений пункт Верхньоеконського сільського поселення.

## Населення
Населення — 531 особа (2010; 483 у 2002).
Національний склад (станом на 2002 рік):
- росіяни — 69 %